# Закон Івшича — Станґа
Закóн Íвшича — Стáнґа — ретракційна теорія виникнення нового акута, що її запропонували незалежно один від одного вчені С. Івшич і К. Ш. Станґ. Вони припустили для форм основ акцентної парадигми b із довгими циркумфлектованими голосними наступного за коренем складу, що пересунутий на ці голосні наголос пізніше перемістився на попередній склад. Наприклад:
- інд.-є. *pirstù → псл. *pьrstъ́ → *pь́rstъ (закон Івшича — Станґа) →… укр. перст;
- псл. *kàrlu → *karlù (закон Дибо) → *kãrlu (закон Івшича — Станґа) →… хрв. krãlj «король».

В. А. Дибо припускав, що в даній групі словоформ пересув наголосу з кореня на наступний склад міг і не відбутися, бо прихована циркумфлексова (низхідна) інтонація цього складу була тим фактором, що перешкоджав би пересувові.